# Pontilhado de Olmütz
O Pontilhado de Olmültz (do alemão, Olmültzer Punktation), também chamado de Acordo de Olmültz, foi um tratado entre a Prússia e a Áustria, datado de 29 de novembro de 1850, pelo qual a Prússia abandonou a União de Erfurt e aceitou o renascimento da Confederação Germânica, sob a liderança austríaca.
O tratado foi o resultado de uma conferência realizada em Olmütz (atualmente Olomouc), na Margraviate austríaca de Moravia. Também é conhecida como a "humilhação de Olmütz", como o tratado foi visto por muitos como uma capitulação dos prussianos aos austríacos. A razão para o tratado foi o conflito entre a Prússia e a Áustria sobre a liderança na Confederação Germânica. A Confederação, dominada pela Áustria, havia sido dissolvida nas Revoluções de 1848 e parcialmente no Parlamento de Frankfurt. Após o Parlamento de Frankfurt ter falhado, a Prússia no início de 1850 havia tomado a iniciativa da União de Erfurt, uma federação liderada pela Prússia na maioria dos Estados alemães.
Um conflito entre o Príncipe-eleitor de Hesse-Cassel e seus súditos era a causa do chanceler austríaco Felix zu Schwarzenberg para isolar ainda mais a Prússia. Os exércitos austríacos e seus aliados avançaram na eleição. Em 8 de novembro de 1850, o exército prussiano havia chegado perto de uma guerra com a Baviera (um aliado da Áustria), perto de Fulda / Bronnzell. A Prússia havia decidido se levantar em armas para conquistar o Estado, mas o czar Nicolau I da Rússia havia escolhido o lado austríaco nas negociações em Varsóvia em outubro de 1850. No pontilhado, a Prússia retirou a sua alegação de liderança sob os Estados alemães. Ao mesmo tempo, a Confederação Germânica foi restaurada. A Prússia foi submetida a liderança da Áustria na Confederação, concordou em se retirar de algumas estâncias, concordou em participar na intervenção durante a "Dieta Alemã" em Hesse e Holstein e renunciou a qualquer retomada da sua política de união (abandonando a ideia da União de Erfurt).